# Euphorbia cashmeriana
Euphorbia cashmeriana là một loài thực vật có hoa trong họ Đại kích. Loài này được Royle mô tả khoa học đầu tiên năm 1836.